# Селециг
Селециг (рум. Sălățig) — село у повіті Селаж в Румунії. Адміністративний центр комуни Селециг.
Село розташоване на відстані 397 км на північний захід від Бухареста, 21 км на північ від Залеу, 74 км на північний захід від Клуж-Напоки.

## Населення
За даними перепису населення 2002 року у селі проживали 574 особи.
Національний склад населення села:
| Національність | Кількість осіб | Відсоток |
| -------------- | -------------- | -------- |
| румуни         | 336            | 58,5%    |
| угорці         | 212            | 36,9%    |
| цигани         | 26             | 4,5%     |

Рідною мовою назвали:
| Мова      | Кількість осіб | Відсоток |
| --------- | -------------- | -------- |
| румунська | 336            | 58,5%    |
| угорська  | 209            | 36,4%    |
| циганська | 29             | 5,1%     |